# Кръгла църква (Преслав)
Кръглата църква, известна също като Златната църква или църква „Свети Йоан“, е частично запазена днес средновековна църква в град Велики Преслав, някогашна столица на Първата българска държава.
Разкопана и изследвана за пръв път през 1927 – 1928 година от Кръстю Миятев и Юрдан Господинов, тя обикновено бива отъждествявана със споменатата от старобългарския книжовник Тудор Доксов през 907 г. „света нова златна църква“, построена от княз Симеон при устието на река Тича.
Смятана за един от най-внушителните образци на средновековната българска архитектура, сградата дължи името си на особената, кръгла форма на църковния кораб (наос). Планът ѝ включва също ограден с колонада преден двор (атриум) и правоъгълен притвор (нартекс). Архитектурният стил е византийски, като се допускат известни кавказки или каролингски влияния.
Богатата вътрешна украса е включвала изобилни мозайки, рисувани керамични плочки и резбован мрамор. От нея са останали само малки части. По каменните стени са открити рисунки-графити, гръцки имена на светии и отделни букви или кратки текстове на глаголица и кирилица.

## Изглед
- План на църквата
- Кръглата църква
- Южната страна на атриума
- Част от мраморната украса на църквата

## Изследвания
- Костова, Р. Още веднъж за кръглата църква и т. нар. родов манастир в Преслав. – В: Studia protobulgarica et mediaevalia europensia: В чест на чл. кор. проф. Веселин Бешевлиев. С., 2003, 284 – 303.
- Тефилов, Т. Нов поглед върху архитектурната проблематика на кръглата църква в Преслав. В: Източното православие в Европейската култура. С.1999.
- Тефилов, Т. Предположение за ритуалната същност на Златната цар Симеонова църква във Велики Преслав. В: Юбилеен сборник в чест на проф. Д.Овчаров. В.Търново 2002, с.67 – 70.